# Поливная керамика Болгарии

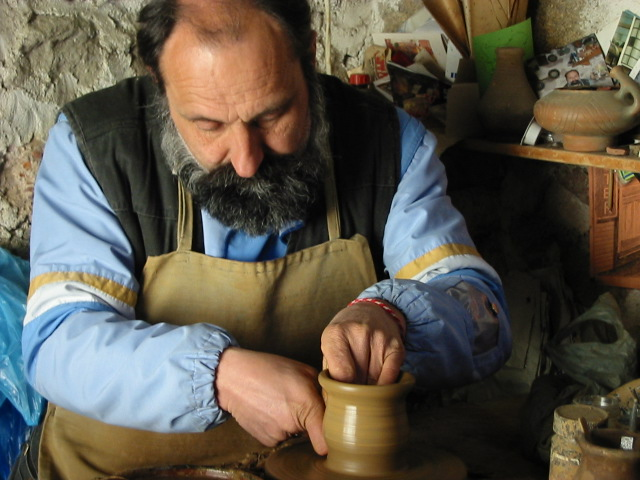
Болгарский гончар за работой

Поливная керамика Болгарии — ремесло, представляющее собой изготовление изделий из обожженной глины на территории Болгарии.

## История
Найденные археологами на болгарской земле образцы древней керамики доказывают ее связь с фракийской, римской и византийской традициями.

### Средневековая болгарская керамика

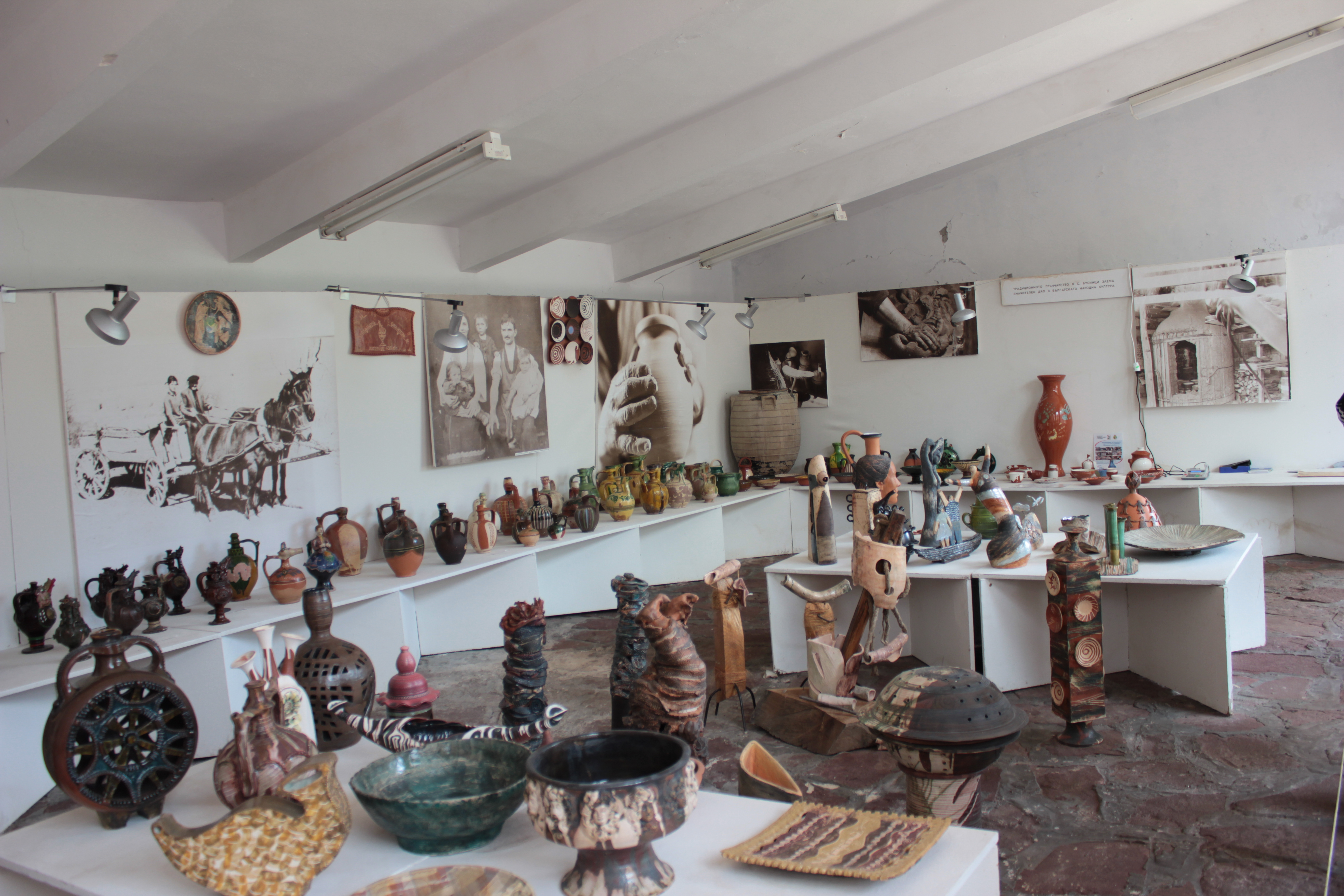
Экспозиция музея бусинской керамики (Бусинци, Болгария)

Среди ранней болгарской керамики IX-XI вв. выделяется несколько видов: простая монохромная поливная керамика (белоглиняная, красноглиняная); керамика сграффито (со сдержанным гравированным орнаментом – чаще всего спиральным); расписная керамика. Глазурь выкрашивалась в желтый, зеленый (с оксидом меди) и коричневый (с марганцем) цвета. 
В районе села Бусинци Перникской области (община Трын) местные мастера открыли секрет смешивания различных видов глины. Ритуальные сосуды бусинской керамики отличались пышным скульптурным украшением и богатой окраской, а изделия повседневного пользования, напротив, - простотой форм и сдержанными узорами. Основная цветовая гамма бусинской керамики – желтый, зеленый и бордовый.  
В годы османского завоевания гончарство как искусство исчезает, керамические изделия выполняют лишь утилитарную функцию, они очень практичны и лишены художественной составляющей.

### Развитие гончарного ремесла с эпохи Возрождения до наших дней
Большое количество глиняных месторождений в районе города Троян предопределили его становление как центра гончарного искусства Болгарии. Узнаваемый троянский стиль в керамике начал прослеживаться в эпоху Болгарского Возрождения (XVIII-XIX вв.), а после освобождения от османского ига создались все условия для превращения Трояна в процветающий город. В середине XIX века троянские гончары стали объединяться в организованные гильдии. К концу века – здесь сложилась уникальная гончарная школа, которая в конце XX столетия переросла в Национальное художественное училище прикладных искусств, ведущей дисциплиной в котором стало обучение гончарному ремеслу. 

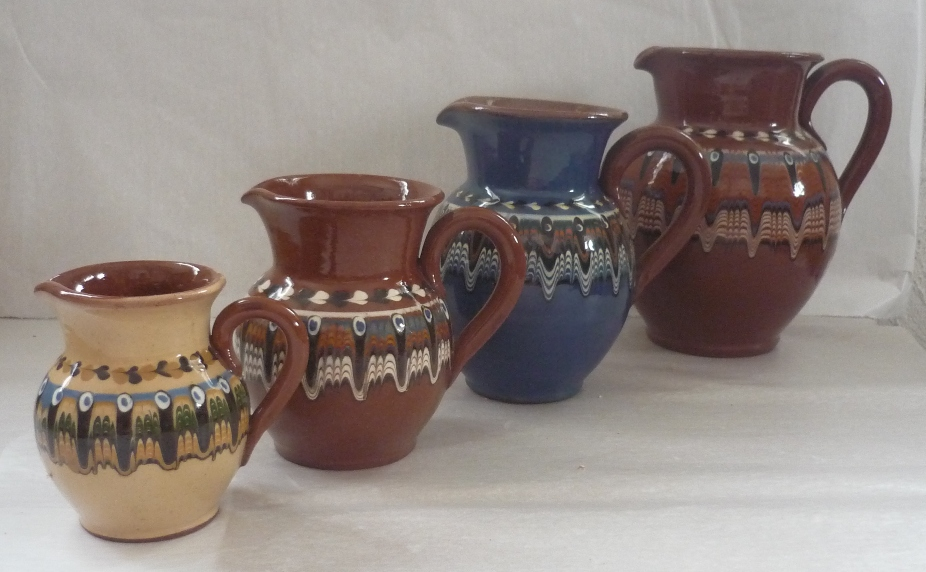
Кувшины, созданные в традиционной троянской технике

Расцвет гончарного искусства в Трояне приходится на 30-40-е гг. XX века, когда в городе было зарегистрировано около 700 гончарных мастерских, в которых насчитывалось примерно 1500 мастеров.  